# François Thomas Tréhouart
Pour les articles homonymes, voir Tréhouart.
François Thomas Tréhouart de Beaulieu, né le 27 avril 1798 à Epiniac et mort le 8 novembre 1873 à Arcachon, est un amiral de France et homme politique français, grand-croix de la Légion d'honneur et médaillé militaire.

## Biographie

### Famille
Il est le fils de Bernard Thomas Tréhouart, armateur malouin, qui fut député d'Ille-et-Vilaine à la Convention nationale et maire de Saint-Malo,  et le petit-fils de Pierre Bernard Tréhouart, seigneur de Beaulieu, un officier de marine. François Thomas Tréhouart commence comme mousse, devient enseigne de vaisseau en 1821, fait ses premières armes à la bataille de Navarin contre la flotte ottomane en 1827, est nommé lieutenant de vaisseau en 1829. Il se marie en 1830 à Laval avec Pauline Defermon, fille de Jean-François Defermon, préfet et baron d'Empire. Sa fille Marie Amélie (née le 22 juin 1833 à Laval) épousera  Gustave Le Bescond de Coatpont, futur général.

### Carrière
Durant les années 1830, aux côtés de Joseph Paul Gaimard, il commande l'expédition La Recherche vers le Svalbard et la Laponie,.
Devenu capitaine de vaisseau en 1843, il commande l'escadre française lors de la bataille de la Vuelta de Obligado dans l'estuaire du Rio Paraná contre la province de Buenos Aires en 1845, où il est victorieux. Nommé contre-amiral le 15 février 1846, puis vice-amiral le 2 avril 1851, il est nommé préfet maritime du 2e arrondissement maritime (Brest) de 1852 à 1855. Il remplace en octobre 1855 en Crimée l’amiral Bruat et ramène en France l'armée d'Orient.
Le 16 juin 1856, il est décoré de la Médaille militaire . 
Il est sénateur du 16 août 1859 à sa mort.
Il est élevé à la dignité de Grand'croix de la Légion d'honneur le 12 août 1860 puis d'amiral de France, le 20 février 1869. Il est à ce jour le dernier marin français à être honoré de cette distinction,.
Il est enterré au cimetière de la Vigne au Chapt, aujourd'hui dénommé cimetière Jeanne-Jugan, à Saint-Servan, aujourd'hui un quartier de Saint-Malo.

## Décorations
- Grand-croix de la Légion d'honneur (12 août 1860)
- Médaille militaire (16 juin 1856)
- Grand-croix de l'ordre d'Isabelle la Catholique

## Hommages
L'Amiral Tréhouart, un cuirassé de la Marine nationale, en service de 1896 à 1920, et le pont Tréhouart, un pont mobile sur la Penfeld dans l'arsenal de Brest sont nommés en son honneur.

## Sources et bibliographie
- « Tréhouart (François-Thomas) », dans Adolphe Robert et Gaston Cougny, Dictionnaire des parlementaires français, Edgar Bourloton, 1889-1891 [détail de l’édition]
- Michel Vergé-Franceschi (dir.), Dictionnaire d'Histoire maritime, Paris, éditions Robert Laffont, coll. « Bouquins », 2002, 1508 p. (ISBN 2-221-08751-8 et 2-221-09744-0)
- Étienne Taillemite, Dictionnaire des marins français, Paris, Tallandier, coll. « Dictionnaires », octobre 2002, 537 p. [détail de l’édition] (ISBN 978-2847340082)
- Jean Meyer et Martine Acerra, Histoire de la marine française : des origines à nos jours, Rennes, Ouest-France, 1994, 427 p. [détail de l’édition] (ISBN 2-7373-1129-2, BNF 35734655)
- Rémi Monaque, Une histoire de la marine de guerre française, Paris, éditions Perrin, 2016, 526 p. (ISBN 978-2-262-03715-4)
- Michel Wattel et Béatrice Wattel (préf. André Damien), Les Grand’Croix de la Légion d’honneur : De 1805 à nos jours, titulaires français et étrangers, Paris, Archives et Culture, 2009, 701 p. (ISBN 978-2-35077-135-9), p. 386.